# Eparchia gatczyńska
Eparchia gatczyńska – jedna z eparchii Rosyjskiego Kościoła Prawosławnego, z siedzibą w Gatczynie. Jej obecnym (2013) ordynariuszem jest biskup gatczyński i łuski Mitrofan (Osiak).
Eparchia została erygowana na posiedzeniu Świętego Synodu Rosyjskiego Kościoła Prawosławnego w marcu 2013 poprzez wydzielenie z eparchii petersburskiej i ładoskiej.